# 浙海关旧址
29°53′07″N 121°33′32″E / 29.885196°N 121.558972°E
浙海关旧址位于中国浙江省宁波市江北岸中马路542号，始建于1861年，时为浙海关税务司管理用房之一。建筑三层，带有阁楼和外廊，建筑总面积1067平方米。采用中国式青砖建成西洋式廊柱、门套和窗套，反映了中西建筑糅合的特点。2005年3月16日公布为浙江省文物保护单位，2008年12月4日浙海关旧址博物馆开馆。